# 村上氏
村上氏，日本姓氏之一，日語訓讀音為むらかみし，在日本姓氏排名第36位。

## 起源
1. 源於清和源氏（河内源氏），始祖為源頼清，演變成信濃村上氏（清和源氏頼清流）。
2. 源於清和源氏（河内源氏），始祖為源満仲五弟満快，演變成信濃村上氏（清和源氏満快流）。
3. 源於越後国村上藩主村上頼勝・村上忠勝，是越後国村上藩主村上氏與丹羽長秀的家臣。
4. 源於瀬戸内海的豪族，是為伊予村上氏（村上水軍）。正確的系譜並不明確。
5. 源於伯耆村上氏：伯耆国汗入郡的国人。
6. 源於隠岐村上氏：隠岐国海士郡的在庁官人。
7. 源於古代的信濃村上氏：日本後紀稱推古天皇時期有高句麗人渡來到信濃國各地居住。

## 信濃村上氏的後裔與關聯族
屋代氏(矢代氏)、平地氏、滝沢氏、東条氏、室賀氏、雨宮氏、清野氏、安川氏、上条氏、下条氏、飯田氏、島本氏、福沢氏、出浦氏、小野澤氏、夏目氏、力石氏、山田氏、平屋氏、今里氏、二柳氏、小野氏、岡田氏、古池氏(小池氏)、小泉氏、三川氏、牧島氏、吉田氏、安藤氏、上野氏、西川氏、林氏、栗田氏、千田氏、山浦氏、吾妻氏、倉科氏、塚田氏

## 名人
- 村上春樹，日本小說家、美國文學翻譯家
- 村上龍，日本小說家、電影導演
- 村上隆，日本艺术家
- 村上信五，日本偶像、歌手、主持

## 外部連結
- 村上（能島）氏系譜 （页面存档备份，存于）